# قارچ پفی گلمیخ‌دار
قارچ پُفی گُلمیخ‌دار (نام علمی: Lycoperdon perlatum) نام یک گونه از تیره غاریقونیان است. این قارچ در سال ۱۷۹۶ میلادی، توصیف‌ علمی شد. این گونه از قارچ در ابتدا به رنگ سپید است، و به مرور زمان با رسیدن قارچ رنگ آن قهوه‌ای، و سوراخی در بالای قارچ گشوده می‌شود تا با کوچکترین فشاری هاگ‌ها خارج شوند.